# Bourton (Dorset)
Bourton – wieś w Anglii, w hrabstwie Dorset, w dystrykcie (unitary authority) Dorset. Leży 41 km na północ od miasta Dorchester i 162 km na zachód od Londynu. Miejscowość liczy 772 mieszkańców.